# PXMP2
PXMP2 (англ. Peroxisomal membrane protein 2) – білок, який кодується однойменним геном, розташованим у людей на 12-й хромосомі. Довжина поліпептидного ланцюга білка становить 195 амінокислот, а молекулярна маса — 22 253.
| 10         |  | 20         |  | 30         |  | 40         |  | 50         |
| ---------- |  | ---------- |  | ---------- |  | ---------- |  | ---------- |
| MAPAASRLRA |  | EAGLGALPRR |  | ALAQYLLFLR |  | LYPVLTKAAT |  | SGILSALGNF |
| LAQMIEKKRK |  | KENSRSLDVG |  | GPLRYAVYGF |  | FFTGPLSHFF |  | YFFMEHWIPP |
| EVPLAGLRRL |  | LLDRLVFAPA |  | FLMLFFLIMN |  | FLEGKDASAF |  | AAKMRGGFWP |
| ALRMNWRVWT |  | PLQFININYV |  | PLKFRVLFAN |  | LAALFWYAYL |  | ASLGK      |

A: Аланін

D: Аспарагінова кислота

E: Глутамінова кислота

F: Фенілаланін

G: Гліцин

H: Гістидин

I: Ізолейцин

K: Лізин

L: Лейцин

M: Метіонін

N: Аспарагін

P: Пролін

Q: Глутамін

R: Аргінін

S: Серин

T: Треонін

V: Валін

W: Триптофан

Локалізований у мембрані, пероксисомах.